# Chlorophorus cursor
Chlorophorus cursor är en skalbaggsart som beskrevs av Rapuzzi och Gianfranco Sama 1999. Chlorophorus cursor ingår i släktet Chlorophorus och familjen långhorningar. Inga underarter finns listade i Catalogue of Life.